# ليلا روي غوش
ليلا روي غوش (بالإنجليزية: Leela Roy Ghosh)‏ هي مخرجة وممثلة هندية، ولدت في 3 فبراير 1948 في مومباي في الهند، وتوفي بنفس المكان في 11 مايو 2012.

## وصلات خارجية
- ليلا روي غوش على موقع IMDb (الإنجليزية)